# Place de la Concorde (concierto)
Place de la Concorde es el nombre del primer concierto del músico francés Jean Michel Jarre.
Se llevó a cabo al aire libre el 14 de julio de 1979 en la Plaza de la Concordia en París, Francia se realizó para conmemorar un nuevo aniversario del hecho histórico sobre la Toma de la Bastilla. Un millón de espectadores presenciaron este gran evento audiovisual, que llevó a Jarre a un cupo (pero no el último) a los grandes sucesos de los Records Guinness.
El concierto fue transmitido por televisión por Eurovisión. Posteriormente en 1980, el concierto fue publicado en VHS, más un Sencillo en LP de dos temas en en vivo correspondientes al concierto. Ambas publicaciones son cuestionadas en cuanto a su procedencia oficial.

## Inicios y orígenes
En 1976, Jarre apareció oficialmente en la escena musical con su álbum más exitoso llamado Oxygène el cual llegó a ser un éxito en la música contemporánea. En aquella época la música comúnmente se desarrollaba sobre la base de piezas orquestadas o con instrumentos más habituales como la guitarra u otros, este disco causó un quiebre en aquella cotidianidad musical en la que solo variaban los estilos, y no los instrumentos de composición e interpretación. El disco ha vendido más de 16 millones de copias en todo el mundo y claramente se impone como una producción pionera en la música electrónica y en lo que en esos días se conocía como el género experimental.
Posterior a este gran éxito Jarre, adoptando el mismo ambiente de su producción predecesora, compone su segunda obra musical de mayor relevancia en su discografía y trayectoria titulada Equinoxe. Este álbum se podría describir como una «secuela» del estilo musical de Oxygène, pero se distingue de éste gracias a su contenido más dinámico y no tan melódico. Gracias a este disco se hizo posible la consagración de Jarre en la música y su primer evento fue Place de la Concorde.
Este espectáculo audiovisual fue parte importante de los inicios en la historia de este tipo de eventos y dio paso a la era de los mega conciertos en los que se emplearán más elementos en cuanto a la estructuración de estos, con el paso del tiempo.

## Lista de temas
Este concierto, por el hecho de ser el primero de Jarre no presenta temas nuevos sino los temas más destacados entre Oxygène y Equinoxe, a excepción de una versión inédita del tema Equinoxe 4.

### Video y concierto
| Place de la Concorde |                     |                                               |          |          |  |
| N.º                  | Título              | Música                                        | Álbum    | Duración |  |
| 1.                   | «Equinoxe (Part 1)» |                                               | Equinoxe |          |  |
| 2.                   | «Oxygene (Part 1)»  |                                               | Oxygene  |          |  |
| 3.                   | «Oxygene (Part 2)»  | Se interpreta como un preludio.               | Oxygene  |          |  |
| 4.                   | «Oxygene (Part 5)»  | Se interpreta la subparte B del tema.         | Oxygene  |          |  |
| 5.                   | «Equinoxe (Part 2)» |                                               | Equinoxe |          |  |
| 6.                   | «Equinoxe (Part 3)» |                                               | Equinoxe |          |  |
| 7.                   | «Equinoxe (Part 4)» | Se interpreta dos veces en el concierto.      | Equinoxe |          |  |
| 8.                   | «Equinoxe (Part 8)» |                                               | Equinoxe |          |  |
| 9.                   | «Equinoxe (Part 7)» |                                               | Equinoxe |          |  |
| 10.                  | «Equinoxe (Part 4)» | Es una versión inédita del tema.              |          |          |  |
| 11.                  | «Equinoxe (Part 5)» |                                               | Equinoxe |          |  |
| 12.                  | «Oxygene (Part 4)»  | Se escucha de fondo al término del concierto. | Oxygene  |          |  |

### LP 7" Single
| Jarre à la Concorde |              |       |          |  |
| N.º                 | Título       | Autor | Duración |  |
| 1.                  | «Equinoxe 7» | Jarre | 3:50     |  |
| 2.                  | «Equinoxe 8» | Jarre | 2:25     |  |
| 6:15                |              |       |          |  |